# 尾叶紫金牛
尾叶紫金牛（学名：Ardisia caudata）为报春花科紫金牛属下的一个种。

## 扩展阅读
- 維基物種上的相關：尾叶紫金牛